# Un matrimonio in provincia
Un matrimonio in provincia è un romanzo di Maria Antonietta Torriani, pubblicato con lo pseudonimo di Marchesa Colombi. Apparso per la prima volta nel 1885 per i tipi dell'editore milanese Giuseppe Galli (1886 la data di copertina), è stato riscoperto da Natalia Ginzburg e ripubblicato nel 1973 con una sua prefazione nella collana “Centopagine” dell'editore Einaudi diretta da Italo Calvino.
Il romanzo è la storia della maturazione di una ragazza di provincia - Gaudenzia Dellera, detta Denza - in attesa del matrimonio, e del concomitante e graduale esercizio di rinuncia e di accettazione della noia e della passività come condizione normale, fisiologica, del vivere sociale.

## Trama
A Novara, attorno alla metà degli anni Sessanta del XIX secolo, la quindicenne Denza (Gaudenzia) Dellera vive con il padre Pietro, vedovo, la sorella maggiore Caterina, detta Titina, e la zia, perennemente vittima dei reumatismi. Le risorse economiche della famiglia sono scarse, e così le ragazze non possono concedersi svaghi. Il padre, appassionato di letteratura, le educa in casa e le porta a fare lunghe passeggiate, raccontando le vicende dei più celebri poemi greci, latini e italiani.
Dopo qualche tempo Pietro si risposa con Marianna, che viene a vivere in casa Dellera. La donna, in fondo buona e onesta, impone una severa disciplina, abituando le figliastre ai lavori di casa e a una vita di stenti e rinunce. La famiglia rende talvolta visita ai cugini Bonelli, soprattutto quando le giovani Maria e Giuseppina tornano dal collegio per le vacanze. Una sera i Dellera vengono invitati a teatro dai cugini, per vedere il Faust di Gounod; dopo la rappresentazione Maria comunica a Denza che per tutta la durata dello spettacolo è stata fissata da un uomo, Onorato Mazzucchetti, rampollo di una famiglia agiata.
Denza, che sentiva già prepotente il bisogno di essere amata, ne è entusiasta e commossa, e comincia a fantasticare in ogni momento sul suo innamorato, attendendo con pazienza gli sviluppi della vicenda. Sopporta i lavori domestici e la routine quotidiana con gioia, tutta presa dal suo sogno. Talvolta, a Messa o per strada, Denza e Onorato si incrociano, scambiandosi intensi sguardi, finché, il giorno della processione della Madonna del Rosario, lui le palesa a voce i suoi sentimenti. Denza è felice, ma il tempo passa e non arriva alcuna domanda di matrimonio. Anzi, Mazzucchetti va a trascorrere un periodo di formazione in Francia. La giovane è sicura, nel suo cuore, che sia solo questione di tempo, ma negli anni si sposano la sorella e le due cugine, e lei è ancora sola.
Un giorno, Denza apprende dalla cugina Maria delle imminenti nozze tra Mazzucchetti e un'altra donna. Si spezza così il suo sogno e, avendo superato i 25 anni, è inoltre conscia dell'età avanzata, in ottica matrimoniale. Quando si fa avanti Scalchi, un benestante notaio quarantenne, Denza, pur non rimanendone particolarmente affascinata, accetta la sua mano, per sfuggire a un futuro da zitella e arrivare al tanto agognato matrimonio, ormai però sprovvisto dell'aura poetica di cui lo aveva rivestito.

## Trasposizione televisiva
Nel 1980 la Rai trasse dal romanzo uno sceneggiato televisivo in due puntate diretto da Gianni Bongioanni, con Erica Beltrami nel ruolo di Denza e Giuseppe Davì in quello di Onorato, e con la partecipazione di Laura Betti e Leda Celani.